# Sand (Bad Emstal)
Sand ein Ortsteil der Gemeinde Bad Emstal im nordhessischen Landkreis Kassel Und Sitz der Gemeindeverwaltung.

## Geographische Lage
Sand liegt im südlichen Ausläufer des Naturparks Habichtswald und wird von der Ems und deren Nebenflüssen Fischbach und Salzbach durchflossen. Der bis auf den südlichen Talausgang nahezu vollständig von bewaldeten Bergen umgebene Ort liegt auf den Ausläufern der Berge Erzeberg und Emser Berg, die zum Naturraum der Hinterhabichtswälder Kuppen gehören. Westlich des Ortes verläuft die Bundesstraße 450 und östlich die Landesstraße 3220.

## Geschichte
Im Gebiet der heutigen Ortschaft Sand gab es im Mittelalter eine Anzahl von Siedlungen, deren Namen 1209 im Zinsregister des Stiftes St. Petri zu Fritzlar genannt werden, u. a. die Siedlungen „Mutslar“, „Offenhusen“ und „Visbach“. Das vermutlich im 8. Jahrhundert gegründete Mutslar wurde unter dem Namen „Moteslari“ 1074 in Urkunden des Klosters Hasungen erwähnt und ist damit die älteste urkundlich erwähnte Siedlung im Gebiet der heutigen Ortschaft.
Während des Spätmittelalters kam es zu einer Konzentration der Siedlungsbemühungen auf nur eine Ortschaft, die bereits im Jahre 1354 als „tzum Sande Mutzlar“ in Urkunden des Klosters Breitenau erwähnt wird, während die anderen Siedlungen wüst fielen. Ihre Namen sind teilweise noch bis heute in Flurnamen erhalten geblieben (z. B. Hof Offenhausen).
1448 musste Reinhard von Dalwigk nach erneutem Landfriedensbruch zur Strafe das dann bereits nur noch „Sand“ genannte Dorf, mitsamt weiterem Lehnsbesitz, wieder an die Hessischen Landgrafen abtreten. 1732 erhielt Sand das Braurecht, ein Brauhaus wurde 1738 eröffnet. Die Bierbrauerei wurde 1905 eingestellt, Straßennamen wie „Am Hopfenberg“ und „Braugasse“ zeugen noch heute von diesem Gewerbe.
Im Jahr 1904 wurde Sand durch die neugebaute Bahnstrecke Kassel–Naumburg der Kassel-Naumburger Eisenbahn erschlossen, und das leitete einen wirtschaftlicher Aufschwung des Ortes ein. Ende der 1960er Jahre wurde im Rahmen einer Dorferneuerung das Bild des Ortskerns maßgeblich verändert. Durch den Abriss zahlreicher Fachwerkhäuser und landwirtschaftlich genutzter Höfe wurde Platz für die Erweiterung und Begradigung der Hauptverkehrsstraßen sowie für den Neubau von öffentlichen Gebäuden (u. a. Post und Rathaus) geschaffen.
Zum 1. Januar 1967 entstand die neue Gemeinde Emstal durch den Zusammenschluss der bisher selbständigen Gemeinden Merxhausen (Bürgermeister Günter Werner) und Sand (Bürgermeister Willi Heinemann). Sitz der Gemeindeverwaltung wurde der Ortsteil Sand.
Im Jahr 1976 wurde erfolgreich nach Thermalwasser gebohrt und es entstand ein erstes provisorisches Thermalbad. 1979 wurde der Neubau des Kurzentrums in Betrieb genommen. Seit 1992 trägt die Gemeinde Emstal den Zusatz Bad.

## Bevölkerung
Einwohnerstruktur 2011
Nach den Erhebungen des Zensus 2011 lebten am Stichtag, dem 9. Mai 2011, in Sand 3588 Einwohner. Nach dem Lebensalter waren 537 Einwohner unter 18 Jahren, 1338 zwischen 18 und 49, 876 zwischen 50 und 64 und 174 Einwohner waren 792 und älter. Die Einwohner lebten in 1650 Haushalten. Davon waren 540 Singlehaushalte, 444 Paare ohne Kinder und 507 Paare mit Kindern, sowie 141 Alleinerziehende und 18 Wohngemeinschaften. In 336 Haushalten lebten ausschließlich Senioren und in 1098 Haushaltungen lebten keine Senioren.
Einwohnerentwicklung
| Quelle: Historisches Ortslexikon |                  |
| • 1585:                          | 68 Haushaltungen |
| • 1747:                          | 68 Haushaltungen |

| Sand: Einwohnerzahlen von 1834 bis 2011 | Sand: Einwohnerzahlen von 1834 bis 2011 | Sand: Einwohnerzahlen von 1834 bis 2011 | Sand: Einwohnerzahlen von 1834 bis 2011 | Sand: Einwohnerzahlen von 1834 bis 2011 |
| --- | --------------------------------------- | --------------------------------------- | --------------------------------------- | --------------------------------------- |
| Jahr |                                         |                                         |                                         | Einwohner                               |
| 1834 | 1834                                    |                                         | 827                                     | 827                                     |
| 1840 | 1840                                    |                                         | 955                                     | 955                                     |
| 1846 | 1846                                    |                                         | 965                                     | 965                                     |
| 1852 | 1852                                    |                                         | 987                                     | 987                                     |
| 1858 | 1858                                    |                                         | 956                                     | 956                                     |
| 1864 | 1864                                    |                                         | 1.017                                   | 1.017                                   |
| 1871 | 1871                                    |                                         | 951                                     | 951                                     |
| 1875 | 1875                                    |                                         | 987                                     | 987                                     |
| 1885 | 1885                                    |                                         | 966                                     | 966                                     |
| 1895 | 1895                                    |                                         | 1.030                                   | 1.030                                   |
| 1905 | 1905                                    |                                         | 1.188                                   | 1.188                                   |
| 1910 | 1910                                    |                                         | 1.212                                   | 1.212                                   |
| 1925 | 1925                                    |                                         | 1.288                                   | 1.288                                   |
| 1939 | 1939                                    |                                         | 1.373                                   | 1.373                                   |
| 1946 | 1946                                    |                                         | 2.096                                   | 2.096                                   |
| 1950 | 1950                                    |                                         | 2.054                                   | 2.054                                   |
| 1956 | 1956                                    |                                         | 1.973                                   | 1.973                                   |
| 1961 | 1961                                    |                                         | 1.990                                   | 1.990                                   |
| 1970 | 1970                                    |                                         | 2.153                                   | 2.153                                   |
| 1987 | 1987                                    |                                         | 2.923                                   | 2.923                                   |
| 1990 | 1990                                    |                                         | 3.460                                   | 3.460                                   |
| 1995 | 1995                                    |                                         | 3.792                                   | 3.792                                   |
| 2000 | 2000                                    |                                         | 3.811                                   | 3.811                                   |
| 2011 | 2011                                    |                                         | 3.588                                   | 3.588                                   |
| Datenquelle: Historisches Gemeindeverzeichnis für Hessen: Die Bevölkerung der Gemeinden 1834 bis 1967. Wiesbaden: Hessisches Statistisches Landesamt, 1968. Weitere Quellen: LAGIS; Gemeinde Bad Emstal;; Zensus 2011 |                                         |                                         |                                         |                                         |

Historische Religionszugehörigkeit
| Quelle: Historisches Ortslexikon |                                                                     |
| • 1885:                          | 965 evangelische (= 99,90 %), ein katholischer (= 0,10 %) Einwohner |
| • 1961:                          | 1748 evangelische (= 87,84 %), 117 katholische (= 8,59 %) Einwohner |

## Kirche

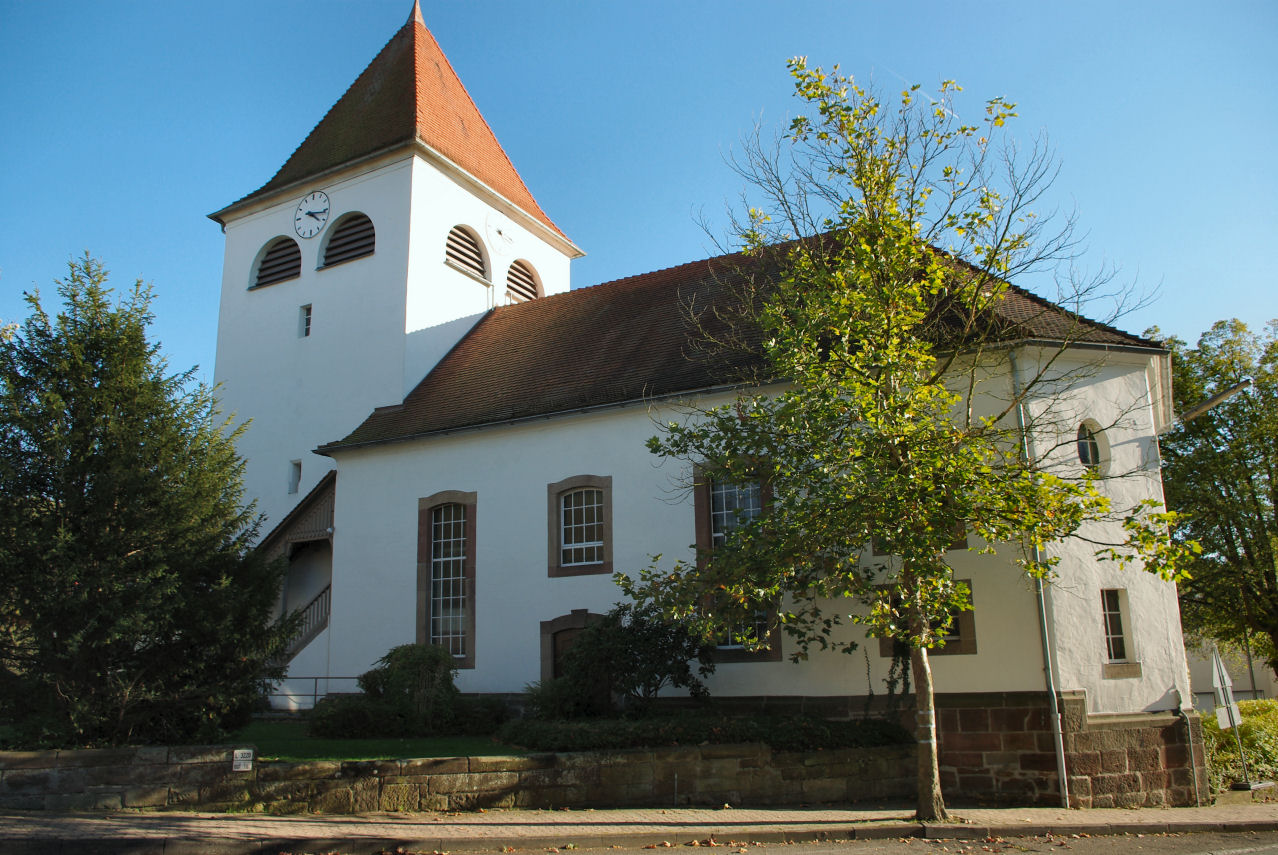
Evang. Kirche in Sand

Die evangelische Kirche in Sand wurde um 1510 erbaut, eine urkundliche Erwähnung als „Capella zum Sande“ findet sich 1519. Der Turmunterbau von etwa 1510 trägt einen neuen Oberbau. 1779 wurde die Kapelle bis auf das untere Turmdrittel abgerissen und ein weit größeres Kirchenschiff erstellt. 1910 wurde die Kirche umgebaut und erweitert. Die Orgel wurde im Jahr 1970 als Neubau und einmanualiges Instrument mit zehn Registern gefertigt; im Jahre 2002 wurde sie um ein zweites Manual und sechs zusätzliche Register erweitert. Im Chor der Kirche befindet sich ein Fenster mit Glasmalerei von 1910.
Das Kirchenpatronat war bis zur Reformation im Besitz des Klosters Merxhausen, ab 1526 hatte es die Landgrafschaft Hessen inne.
Sand ist einer der Hauptorte der evangelischen Althessischen Kirche.

## Sehenswürdigkeiten
- Am nördlichen Ortsrand liegt der Bahnhof Sand (Kr Kassel) der Bahnstrecke Kassel–Naumburg, auf deren Strecke heute der Verein Hessencourrier eine regelmäßig verkehrende Museumseisenbahn betreibt.
- In der Nähe der Ortschaft liegen die Burgruine Falkenstein und  die Altenburg.
- Entlang der Ems führt ein historischer Wanderweg, der an mehreren Stationen Abbildungen und erläuternde Texte zu geschichtsreichen Gebäuden und Orten bereitstellt.

## Wirtschaft und Infrastruktur

### Unternehmen
Größte Arbeitgeber im Ort sind zwei ansässige Unternehmen des Maschinenbaus mit zusammen über 200 Mitarbeitern. Weitere Arbeitsplätze bestehen u. a. im Einzelhandel, in der Altenpflege sowie in örtlichen Hotel- und Gastronomiebetrieben.
Sand übt für die umliegenden Ortschaften Funktionen eines Unterzentrums aus und bietet mit Einkaufsmöglichkeiten, Apotheke, Arztpraxen etc. entsprechende Voraussetzungen.

### Bildung und Sport
In Sand besteht eine kooperative Gesamtschule mit Grundstufe (Christine-Brückner-Schule) sowie zwei Kindergärten.
Sportmöglichkeiten im Ort bestehenden mit der Sportplatzanlage „Auf der Höhe“, einer Sporthalle, Freibad, Reithalle, Tennishalle und -plätzen, Fitnessparcour im Kurpark, Nordic Walking Strecken sowie zahlreichen Rundwanderwegen. Die Ortschaft liegt an den (Fern-)Wanderwegen Herkulesweg, Ederseeweg und dem Märchenlandweg.

### Kureinrichtungen

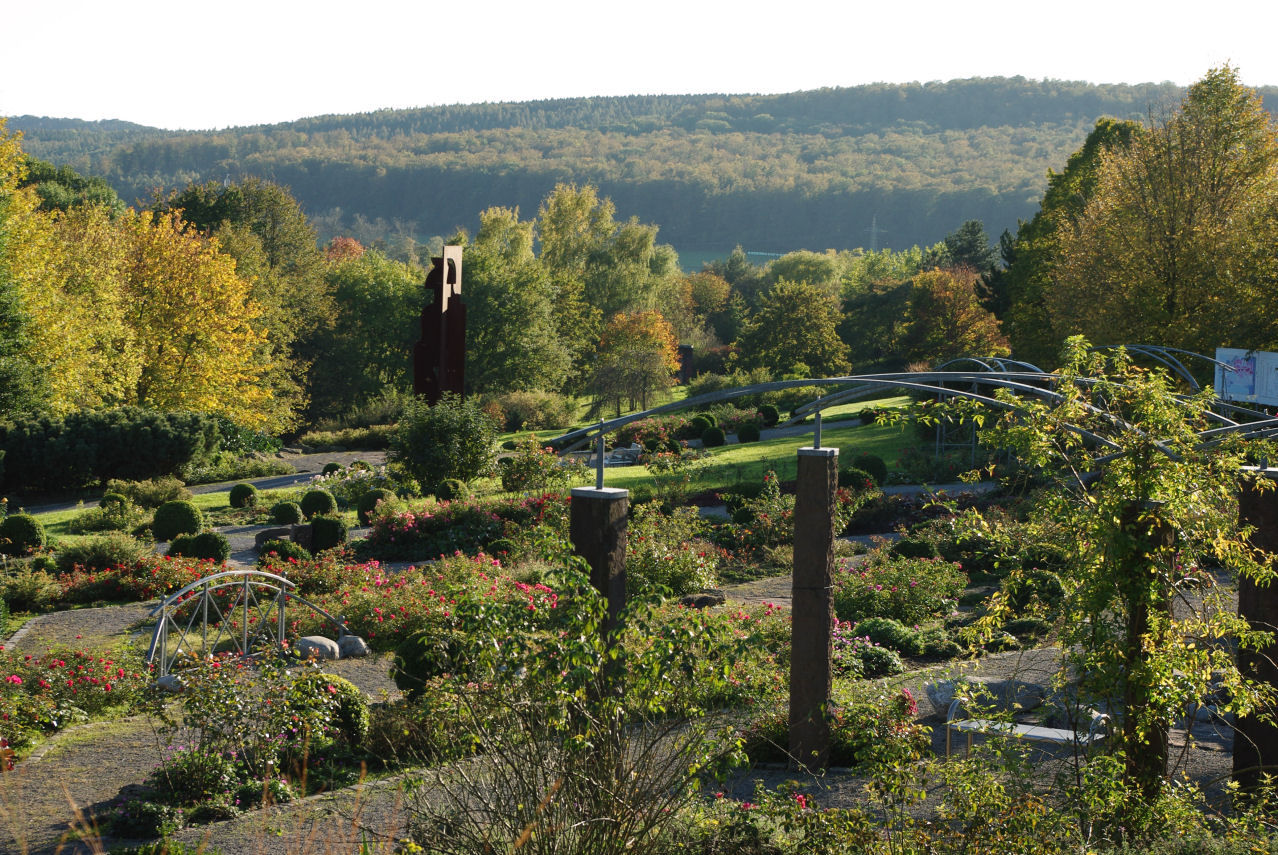
Rosengarten Kunst und Kultur

Im Jahr 1976 wurde in Sand in einer 800 Meter tiefen Bohrung ein fluoridhaltiges Calcium-Natrium-Sulfat-Chlorid-Thermalwasser erschlossen. Ein zunächst eingerichtetes Bad wurde in Ende der 1970er Jahre durch einen Thermalbad-Neubau mit Bewegungsbecken mit Innen- und Außenbereich ersetzt. Das Thermalbad wurde 2016 wegen Baufälligkeit geschlossen und soll abgerissen werden. An das Thermalbad schließen ein Kräutergarten sowie die Kurparkpromenade an, die in ihrem nördlichen Ende in den „Rosengarten Kunst und Kultur“ übergeht, in dem Skulpturen regionaler Künstler ausgestellt sind. Der Ort ist als Heilbad und Luftkurort staatlich anerkannt.

### Verkehr
Der Bahnhof Sand (Kr Kassel) liegt an der Bahnstrecke Kassel–Naumburg, auf deren Strecke heute der Verein Hessencourrier eine regelmäßig verkehrende Museumseisenbahn betreibt. Die Buslinie 153 zwischen Baunatal-Großenritte und Schauenburg-Martinhagen und die Buslinie 151 zwischen Wolfhagen und Fritzlar fahren an Sand vorbei.